# Phragmatobia latina
Phragmatobia latina là một loài bướm đêm thuộc phân họ Arctiinae, họ Erebidae.